# Moor in der Schotenheide
Das Moor in der Schotenheide ist ein Naturschutzgebiet in der niedersächsischen Gemeinde Grethem in der Samtgemeinde Ahlden und im Flecken Ahlden (Aller) in der Samtgemeinde Ahlden im Landkreis Heidekreis.

## Allgemeines
Das Naturschutzgebiet mit dem Kennzeichen NSG LÜ 171 ist rund 37 Hektar groß. Es steht seit dem 16. Oktober 1988 unter Naturschutz. Zuständige untere Naturschutzbehörde ist der Landkreis Heidekreis.

## Beschreibung
Das Naturschutzgebiet liegt südwestlich des Fleckens Ahlden (Aller) in der Schotenheide, einem Waldgebiet südlich der Aller und stellt ein in einer Geländemulde liegendes naturnahes Kleinsthochmoor unter Schutz. Der eigentliche Moorkörper ist rund fünf Hektar groß. Stellenweise sind mit Wasser gefüllte Handtorfstiche zu finden, die noch bis in die 1950er-Jahre genutzt wurden. Der größte Teil des Naturschutzgebietes ist bewaldet.
Im Moor siedeln verschiedene Sonnentauarten, Weißes und Braunes Schnabelried, Kleiner Wasserschlauch, Schmalblättriges Wollgras, Glocken- und Rosmarinheide, Moosbeere und Rauschbeere. Das Gebiet beherbergt unter anderem zahlreiche Libellenarten, darunter Gebänderte Prachtlibelle, Späte Adonislibelle, Kleine Pechlibelle, Glänzende Binsenjungfer und Nordische Moosjungfer.
Zur Aufwertung des Moores wurden 2022 noch vorhandene Entwässerungsgräben verschlossen. Zur Pflege werden wiederholt Entkusselungsmaßnahmen durchgeführt. Das Moorgebiet ist von Kiefernwald umgeben, der als Pufferzone in das Naturschutzgebiet mit einbezogen ist.